# 速人 -HAYATO-
『速人 -HAYATO-』（ハヤト）は、日本のジャズバンドPE'Zの通算2枚目のミニ・アルバムである。2001年6月20日発売。発売元はapart.RECORDS。

## 収録曲
1. no specially
作曲：B.M.W
2. SPEED RACER
amy annapurnaが参加。MV監督はRYUTA'S WORLD。
3. magenta
作曲：ヒイズミマサユ機
Sachiko Wakamori（Percasion）が参加。
4. come here
作曲：ヒイズミマサユ機
5. ALPHA
作曲：B .M.W
Sachiko Wakamori（Percasion）が参加。